# Эз-Зубайр (острова)
Эз-Зубайр (араб. الزبير جزر‎) — группа островов вулканического происхождения в Красном море у западного побережья Йемена. Максимальная высота — 191 м. Острова представляют собой вершины активных подводных вулканов, принадлежат Йемену.

## Острова
Самым крупным островом группы является Джебель-Зубайр (длина 5 км), одновременно это один из наиболее молодых островов. Другие острова: Сентер-Пик, Саба, Хейкок, Садл, Койн, Руггед-Айленд, Тейбл, Лоу-Айленд, скалы Ист-Рокс, Коннектед-Айленд, скала Шу. Разлом, на котором находятся вулканы, проходит с северо-северо-запада на юго-юго-восток между Сирийской и Африканской тектоническими плитами.
В декабре 2011 года произошло извержение вулкана между островами Руггед (Неровный) и Хейкок. По рассказам рыбаков, потоки лавы выбрасывались из моря на высоту до 30 метров. В результате извержения в гряде появился новый остров.